# Renazé
Renazé – miejscowość i gmina we Francji, w regionie Kraj Loary, w departamencie Mayenne.
Według danych na rok 2010 gminę zamieszkiwało 2671 osób, a gęstość zaludnienia wynosiła 159 osób/km².